# الکس داوست
الکس داوست (انگلیسی: Alex Dowsett؛ زادهٔ ۳ اکتبر ۱۹۸۸) دوچرخه‌سوار اهل بریتانیا است.
از باشگاه‌هایی که در آن بازی کرده‌است می‌توان به تیم موویستار، تیم اسکای، و تیم کاتیوشا–آلپتسین اشاره کرد.
وی در مسابقات کشوری و بین‌المللی در مجموع برندهٔ ۲ مدال طلا، ۱ مدال نقره، ۱ مدال برنز شده‌است.